# Faro molecolare

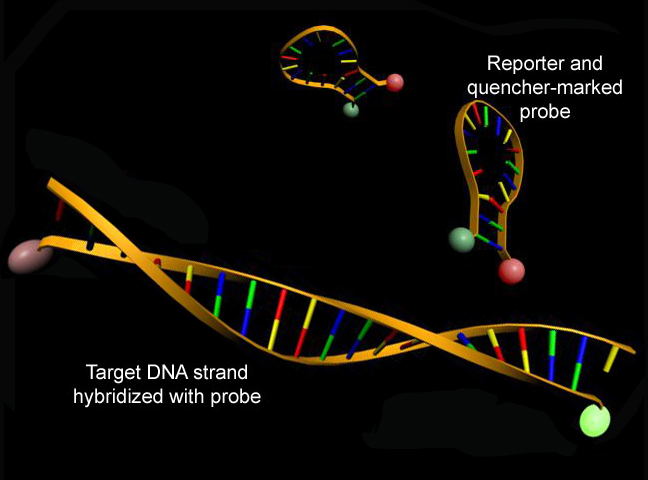
In alto si nota la tipica struttura del faro molecolare, mentre in basso ne viene evidenziata l'ibridazione con un filamento di DNA

Il faro molecolare (in inglese molecular beacon) è una sonda, formata da un oligonucleotide, utilizzata per rivelare la presenza di specifici acidi nucleici. Descritta per la prima volta nel 1996, questo genere di sonda presenta una tipica forma "a forcina" e si basa sull'emissione di fluorescenza.
Alla base della "forcina", alle due estremità opposte, sono presenti rispettivamente il fluoroforo e il quencher, mentre nella parte superiore a forma di "cappio" è presente la sequenza complementare al DNA o RNA target. Quando la sonda dà origine all'ibridazione essa subisce un cambiamento conformazionale e il fluoroforo e il quencher si trovano adesso distanziati; in queste condizioni, non essendo più presente lo smorzamento per trasferimento di energia per risonanza, eccitando il fluoroforo si ottiene l'emissione di una radiazione fluorescente misurabile.
Tra le sue applicazioni, il faro molecolare trova un utile impiego nella real time PCR per rivelare i prodotti ottenuti dall'amplificazione.